# Eine Saison in Hakkari
Pour plus de détails, voir Fiche technique et Distribution.
Eine Saison in Hakkari (ou Hakkâri'de Bir Mevsim) est un film germano-turc réalisé par Erden Kıral, sorti en 1983. Le film remporte le Grand prix du jury et le prix FIPRESCI à la Berlinale 1983.

## Fiche technique
- Titre : Eine Saison in Hakkari
- Réalisation : Erden Kıral
- Scénario : Onat Kutlar d'après le roman de Ferit Edgü
- Photographie : Kenan Ormanlar
- Pays d'origine : Turquie - Allemagne de l'Ouest
- Genre : drame
- Date de sortie : 1983

## Distribution
- Genco Erkal : Lehrer
- Erkan Yücel : Halit
- Serif Sezer : Zazi